# Dipartimento di Tchintabaraden
Il dipartimento di Tchintabaraden è un dipartimento del Niger facente parte della regione di Tahoua. Il capoluogo è Tchintabaraden.

## Geografia antropica
Il dipartimento di Tchintabaraden è suddiviso in 4 comuni:

### Comuni urbani
- Tchintabaraden

### Comuni rurali
- Kao
- Tassara
- Tillia